# شركة الصين للطرق والجسور
 تركز شركة الصين للطرق والطرق ( CRBC )، وهي شركة مدرجة في مؤشر فورتشن غلوبال 500  لشركة الصين للاتصالات والإعمار (CCCC)، على الهندسة المدنية العالمية ومشاريع البناء مثل الطرق السريعة والسكك الحديدية والجسور والموانئ والأنفاق. تنمو الشركة من خلال مكتب المساعدة الخارجية بوزارة الاتصالات الصينية، وقد تم تنفيذ مشاريعها منذ سلفها عام 1958. في عام 1979، تم تأسيسها رسميًا ودخلت سوق المقاولات الدولية. تم تشكيل الكيان الأم، شركة الصين للاتصالات والإعمار، من خلال الجمع بين شركة الصين للطرق والجسور وشركة ميناء الصين الهندسية المحدودة (CHEC) في عام 2005. 
تعد من بين أكبر شركات الهندسة والبناء على مستوى العالم،  وتعمل من أكثر من 50 فرعًا ومكتبًا في جميع أنحاء آسيا وأفريقيا وأوروبا والأمريكتين. وقد لعبت دورًا رئيسيًا في تصميم وإنشاء مشاريع البنية التحتية الجديدة والخاصة بالبنية التحتية في البلدان النامية، خاصة تلك الموجودة في إفريقيا حيث تكون رائدة في السوق.  تمتلك الشركة قدرات الهندسة والمشتريات والبناء الكاملة، وتتابع بنشاط مشاريع شراكة القطاع العام بالخاص، غالبًا ما تكون بمثابة عقد امتياز .  شعار الشركة هو: «بناء الطرق والجسور، وتقديم مساهمات للمجتمع، ووضع الموظفين أولاً، والسعي نحو التميز».
بالإضافة إلى تصميم وبناء البنية التحتية، تعمل الشركة في الاستثمار مجال في أسهم البنية التحتية. تطوير وإدارة العقارات ؛ والاستثمار في رأس مال المجمع الصناعي وتنميته.

## مشاريع الجسر البارزة
- جسر بيليساك (كرواتيا، قيد الإنشاء اعتبارًا من يناير 2019) ، [6] مشروع بقيمة 340 مليون دولار أمريكي ؛ في المرة الأولى التي تفوز فيها شركة صينية في مناقصة لمشروع ممول من الاتحاد الأوروبي [7]
- جسر دانيانغ - كونشان الكبير ، يعتبر أطول جسر في العالم [8]
- جسر هونغ كونغ - تشوهاى - ماكاو (يربط بين هونغ كونغ وماكاو وتشوهاى ) ، وهو من أطول الروابط الثابتة في العالم [9]
- جسر بوبين (صربيا) ، الجسر الثاني الذي شيد فوق نهر الدانوب في بلغراد
- جسر نهر سوتونج يانجتسي (الصين) ، الذي كان له أطول امتداد رئيسي لأي جسر معلق في العالم بين عامي 2008 و 2012 ، مدرج حاليًا كواحد من أطول الجسور، وفاز بجائزة الإنجاز المتميز في مجال الهندسة المدنية (OCEA) من الجمعية الأمريكية للمهندسين المدنيين [10]
- جسر سورامادو (إندونيسيا) ، أطول جسر في إندونيسيا وأول جسر يعبر مضيق مادورا [11]
- جسر تايان (إندونيسيا) ، أطول جسر في بورنيو [12] [13]
- جسر كاو لانه (فيتنام) [14]
- جسر شيامن هايكانغ في مقاطعة فوجيان (الصين) ، وهو على قائمة أطول الجسر المعلق
- جسر دونغهاي (الصين) ، أول جسر معبر بحري اكتمل في الصين وواحد من أطول الجسور عبر البحر في العالم
- جسر خليج هانغتشو (الصين) ، وهو من بين أطول الجسور العشرة عبر المحيطات
- جسر رانيانغ يانغتسي (الصين) ، ثالث أطول جسر معلق في العالم والأكبر في الصين، [15]
- جسر جينتانج (الصين) ، ثالث أطول جسر عبر البحر تم بناؤه في الصين
- جسر بوي أوجوي (غابون)
- جسر فاوندوجن (السنغال) [16]
- جسر نهر كونين (أنغولا) ، أطول جسر في أنغولا [17]
- جسر مابوتو - كاتيمبي [18]
- جسر نهر تشين دوين (ميانمار)
- جسر بوبيان (الكويت)

## مشاريع الأنفاق البارزة
- نفق إرلانغشان على طريق سيتشوان - التبت السريع (الصين) ، أحد أطول الأنفاق في العالم
- نفق شخرستان من الطريق السريع بين طاجيكستان وأوزبكستان (طاجيكستان) ، أطول نفق في طاجيكستان [19]
- نفق كارنافولي (بنغلاديش) [20]
- نفق داتونغ - يونتشنغ السريع يانمينغوان (الصين)
- نفق تشون - تشونغ السريع نفق كينغشاوغانغ (الصين)

## مشاريع الطرق البارزة
- مطار العاصمة بكين السريع (الصين)

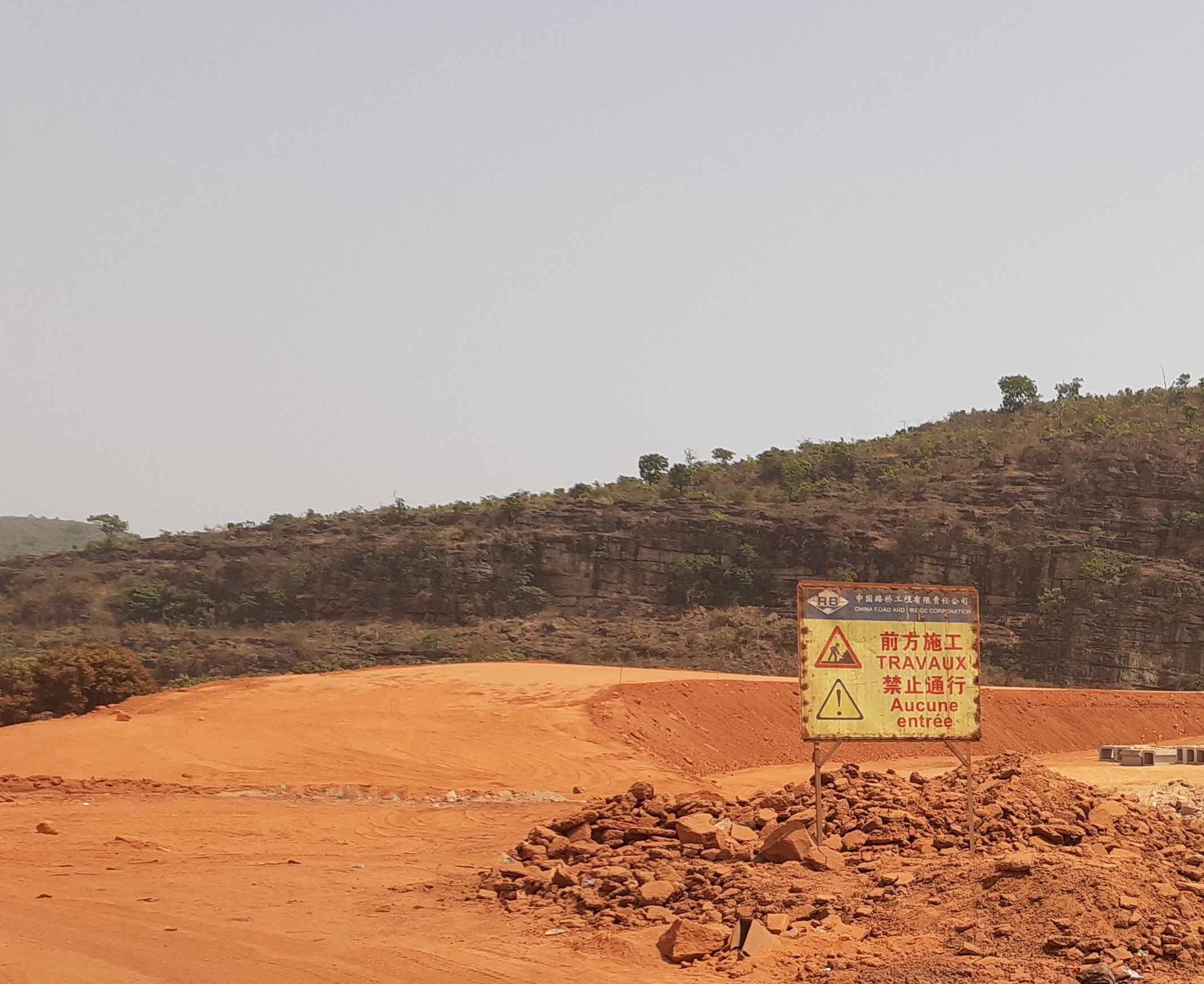
أعمال الطرق بين كوناكري وكويا (غينيا)

- مشروع جسر برازافيل (الكونغو - برازافيل) ، أول جسر في الكونغو - برازافيل وأطول جسر في غرب ووسط أفريقيا [21]
- طريق شنغهاي - نانجينغ السريع (الصين) [22]
- أديس أبابا إلى نازريت السريع (إثيوبيا)
- مشروع طريق أديس أبابا الدائري (إثيوبيا)
- داتونغ-يونتشنغ السريع (الصين) ، أكبر هيكل طريق سريع في الصين محافظة شانشى
- طريق تييس توبا العظمى السريع (السنغال) [23]
- بنوم بنغ - مشروع طريق سيهانوكفيل السريع (كمبوديا) ، [24] مشروع بقيمة 1.7 مليار دولار [25] يتضمن 89 جسراً
- مشروع تحسين الطريق الوطني رقم 7 في مقاطعة كسينغ خوانغ (لاوس)
- مشروع طريق بيفو - بابالاكتا (إكوادور) [26]
- مشروع جسر لوس غرانادوس بمدينة كيتو (إكوادور)
- مشروع تحسين الطرق الحضرية في كيغالي (رواندا) - من خلال هذا المشروع، قامت الشركة ببناء 70٪ من الطرق الإسفلتية في رواندا [27]
- مشروع إعادة تأهيل طريق أوش ووتز (قيرغيزستان)
- إعادة تأهيل طريق كاسيتو إلى نزيتو (أنغولا) [28]
- سموكوفاك يوفك - قسم ماتيسيفو من طريق A-1 السريع (الجبل الأسود) ، والذي يضم 19 جسراً و 16 نفقاً و 3 تقاطعات [29]
- مشروع تطوير طريق كاراكورام الباكستاني السريع (باكستان) ، وهو من أعلى الطرق المعبدة في العالم
- داري إي سوف وطريق ياكولانغ (أفغانستان) ، أ   كم كيلومتر فوق تضاريس جبلية تتطلب ثمانية جسور كبيرة بالإضافة إلى 194 جسراً صغيراً [30]
- إصلاح وتحديث طريق ألفاو - سانفي كوندجي - بنين الحدودي (توغو) [31]
- مشروع طريق أودين جبليجيان السريع (كوت ديفوار) [32]
- مشروع طريق تييس توبا العظمى السريع (السنغال) [33] [34]
- مشروع طريق مطار مدغشقر كابيتال (مدغشقر) [35]
- طريق بنوم بنه سيهانوكفيل السريع (كمبوديا) [36]

## مشاريع السكك الحديدية البارزة

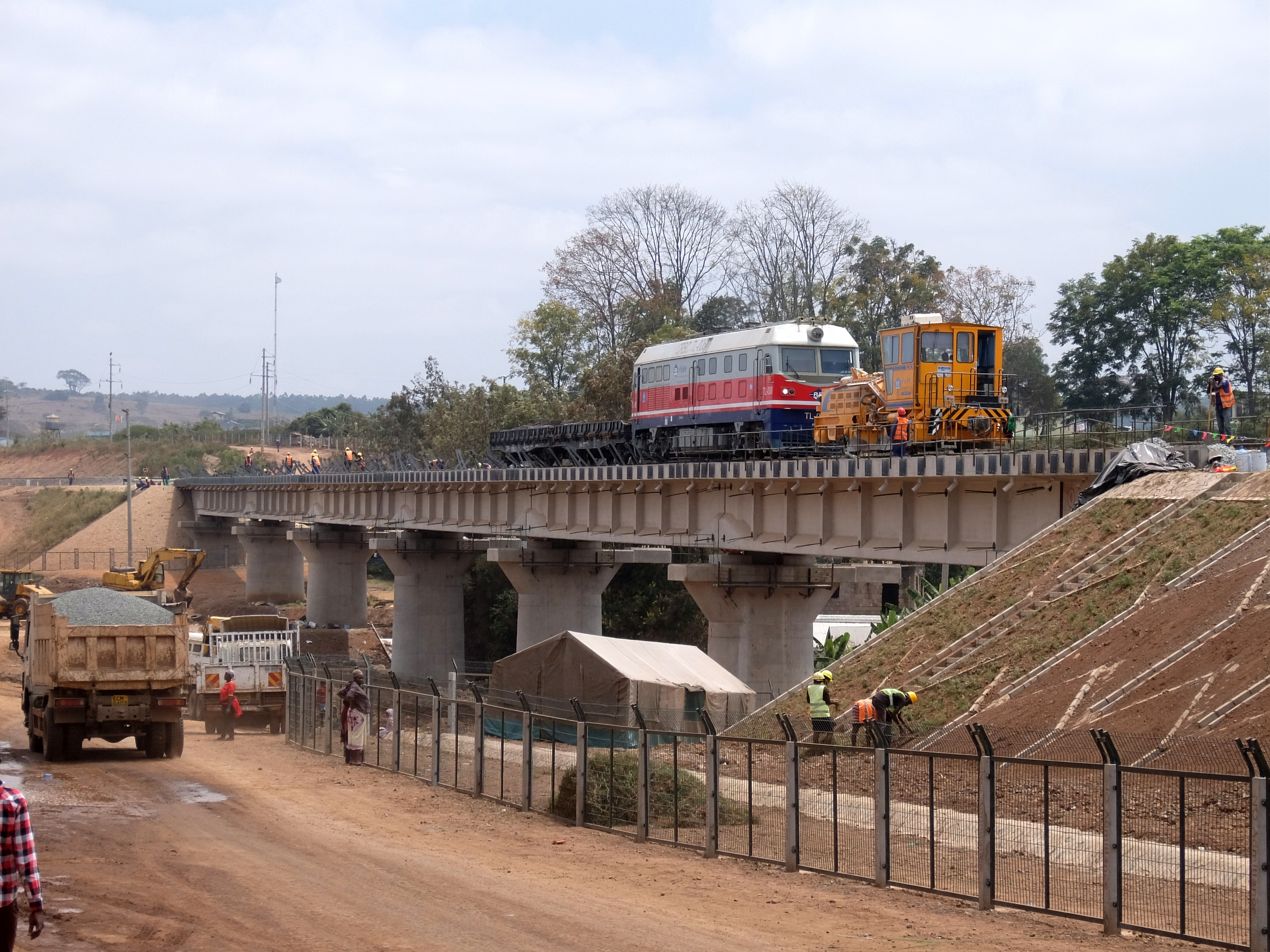
طائرة DF4D مملوكة لشركة CRBC في موقع تشييد سكك حديد نيروبي - مالابا القياسية

- بكين-شنغهاي للسكك الحديدية عالية السرعة (الصين) ، أطول سكة حديد عالية السرعة في العالم تم بناؤها على الإطلاق في مرحلة واحدة [37]
- سكة حديد مومباسا نيروبي القياسية (كينيا) ، أكبر مشروع للبنية التحتية تم بناؤه في كينيا منذ الاستقلال ؛ [5] [38] [39] [38] حصل على جائزة الاستحقاق من سجل الأخبار الهندسية (ENR) [40]
- نيروبي - نيفاشا سكك حديدية قياسية (كينيا) [41] [42] [43] [44]
- مشروع توسيع قسم يونغتشو ليوتشو لسكة حديد هونان - قوانغشي عالية السرعة (الصين)
- خط هاربين-داليان للركاب المخصص (الصين)
- القسم 14 من محطات داتونغ - شيان للسكك الحديدية المخصصة للركاب (الصين)
- نانجينغ - أنكينغ سكة حديد القسم 5 (الصين)
- قسمان من سكك حديد تشنغدو - كونمينغ عالية السرعة (الصين)
- خفى - قوانغتشو السكك الحديدية عالية السرعة (الصين) [45]
- محطة هيرجاي إلى منجم ميولي كول، هضبة تشينغهاي- التبت (الصين)

## ميناء ومطار ومشاريع أخرى ملحوظة
- مطار العاصمة بكين الدولي المبنى 3 (الصين) ، ثاني أكبر مطار في العالم والسادس أكبر مبنى في العالم من حيث المساحة
- القسم الرابع من مشروع 3 أر اس في مطار هونج كونج الدولي [46]
- مشروع ميناء باتا (غينيا الاستوائية) ، أول ميناء حديث كبير في وسط إفريقيا [47]
- مشروع ميناء سانت ماري (مدغشقر)
- مشروع أويو إنلاند وارف (الكونغو - برازافيل)
- ميناء الصداقة بنواكشوط (موريتانيا) [48]
- رصيف رقم 19 في مومباسا (كينيا) ، أول مشروع ميناء في كينيا منذ عام 1984
- جامعة كابيندا (أنغولا) [49]
- مشروع مستشفى مقاطعة زائير (أنغولا)
- مجمع كامبار الرياضي (ماليزيا)
- معهد تدريب المعلمين (ماليزيا)
- مشروع عقارات جامعة يشاي (الإكوادور)

## روابط خارجية
- موقع الشركة الألكتروني